# Мангистауський район
Мангиста́уський район (каз. Маңғыстау ауданы, рос. Мангистауский район) — адміністративна одиниця у складі Мангистауської області Казахстану. Адміністративний центр — село Шетпе.

## Населення
Населення — 35052 особи (2021; 31215 у 2009, 29024 у 1999, 28282 у 1989).
Національний склад (станом на 2016 рік):
- казахи — 36626 осіб (99,24 %)
- росіяни — 103 особи
- узбеки — 86 осіб
- каракалпаки — 13 осіб
- азербайджанці — 12 осіб
- киргизи — 7 осіб
- українці — 7 осіб
- татари — 6 осіб
- лезгини — 5 осіб
- вірмени — 4 особи
- корейці — 3 особи
- чеченці — 2 особи
- німці — 2 особи
- осетини — 2 особи
- грузини — 2 особи
- білоруси — 1 особа
- інші — 24 особи

## Склад
До складу району входять 3 сільські адміністрації та 9 сільських округів:
| Поселення                            | Площа, км² | Населення, осіб (1989) | Населення, осіб (1999) | Населення, осіб (2009) | Населення, осіб (2021) | Центр     | Населені пункти |
| ------------------------------------ | ---------- | ---------------------- | ---------------------- | ---------------------- | ---------------------- | --------- | --------------- |
| Акшимирауська сільська адміністрація | 84,25      | 1068                   | 1225                   | 1264                   | 1117                   | Акшимирау | 1               |
| Жингилдинська сільська адміністрація | 125,98     | 1751                   | 1939                   | 2278                   | 2820                   | Жингилди  | 1               |
| Кизанська сільська адміністрація     | 100,80     | 1884                   | 1976                   | 1997                   | 1929                   | Кизан     | 1               |
| Актюбинський сільський округ         | 299,95     | 2262                   | 2105                   | 1574                   | 1772                   | Уштаган   | 3               |
| Жармиський сільський округ           | 62,66      | 1855                   | 1826                   | 1866                   | 1984                   | Жармиш    | 1               |
| Ондинський сільський округ           | 198,45     | 1566                   | 1495                   | 1803                   | 1295                   | Онди      | 3               |
| Отпанський сільський округ           | 68,72      | 391                    | 648                    | 361                    | 352                    | Тущибек   | 2               |
| Сайотеський сільський округ          | 97,06      | 1762                   | 1918                   | 2577                   | 2135                   | Сайотес   | 2               |
| Тущикудуцький сільський округ        | 117,96     | 2305                   | 2258                   | 2136                   | 1971                   | Тущикудук | 2               |
| Шайирський сільський округ           | 75,60      | 1994                   | 2163                   | 1837                   | 1565                   | Шайир     | 3               |
| Шебірський сільський округ           | 51,94      | 863                    | 1234                   | 1299                   | 1350                   | Шебір     | 1               |
| Шетпинський сільський округ          | 270,89     | 10581                  | 10237                  | 12223                  | 16762                  | Шетпе     | 1               |

## Найбільші населені пункти
Населені пункти з чисельністю населення понад 1000 осіб:
| №  | Населений пункт | Населення, осіб (1989) | Населення, осіб (1999) | Населення, осіб (2009) | Населення, осіб (2021) |
| -- | --------------- | ---------------------- | ---------------------- | ---------------------- | ---------------------- |
| 1  | Шетпе           | 10581                  | 10237                  | 12223                  | 16762                  |
| 2  | Жингилди        | 1751                   | 1939                   | 2278                   | 2820                   |
| 3  | Жармиш          | 1600                   | 1598                   | 1866                   | 1984                   |
| 4  | Кизан           | 1884                   | 1976                   | 1997                   | 1929                   |
| 5  | Тущикудук       | 2305                   | 1998                   | 2030                   | 1908                   |
| 6  | Сайотес         | 1762                   | 1918                   | 2272                   | 1883                   |
| 7  | Уштаган         | 1423                   | 1147                   | 1325                   | 1516                   |
| 8  | Шайир           | 1343                   | 1512                   | 1425                   | 1466                   |
| 9  | Шебір           | 863                    | 1234                   | 1299                   | 1350                   |
| 10 | Акшимирау       | 1068                   | 1225                   | 1264                   | 1117                   |